# Herbert Hoffmann (Politiker, 1896)
Herbert Hoffmann (* 12. April 1896 in Pillau; † 26. Februar 1975 in Stuttgart) war ein deutscher Politiker (SPD, FDP/DVP).
Hoffmann, der beruflich als Verleger tätig war, engagierte sich zunächst in der SPD, für die er von 1950 bis 1952 dem Landtag  von Württemberg-Baden angehört hat. Mitte der 1950er Jahre trat er zur FDP/DVP über, für die er bei der Bundestagswahl 1957 erfolglos im Bundestagswahlkreis Ludwigsburg und auf der Landesliste Baden-Württemberg kandidierte.